# Mártires de Laos
Mártires de Laos fue un grupo 17 de misioneros católicos, que realizaban una tarea espiritual en Laos (antes Indochina Francesa), y que como muestra de odio a la fe, fueron martirizados por elegir mantenerla, cuando el país pasaba por un proceso de guerrillas comunistas e independencia en la guerra de Indochina entre 1954 a 1970 los cuales fueron beatificados por la Iglesia católica en Laos, después de una investigación por el  vicariato apostólico de Vientián en Laos, quiene consideraró que esas personas fueron perseguidas y atacadas por practicar su fe cristiana, razones suficientes ser considerados mártires y beatos el 16 de diciembre de 2016. Los mártires eran 10 franceses, un italiano y 6 laosianos. La Iglesia católica de Laos es la primera vez que cuenta con beatos de Laos.

## Historia
Laos obtuvo su independencia en 1953, después de una guerra civil de Laos, sin embargo, una serie de guerrillas rivales que buscaban el control, inundó al país. Uno de los grupos de guerrilleros denominados Pathet Lao que se apoderaron después de la nación del sudeste asiático, donde su pensamiento comunista, impedía la convivencia con los que practicaban su fe. Por varios años la guerrilla atormentó a la población, y algunos sacerdotes prefirieron retirarse. Otros prefirieron quedarse entre ellos éstos mártires.

## Beatificación
En la catedral de la capital Vientián, se realizó la tradicional ceremonia de misa solemne para la beatificación de 17 nuevos mártires, de misioneros y laicos laosianos, autorizada por el para Francisco, misma que ha sido celebrada por el Cardenal filipino Orlando Quevedo, enviado especial del Papa a la catedral de Vientián, donde pronunció un mensaje y la bendición apostólica solemne, anunciando que la fiesta litúrgica de los nuevos beatos ha sido fijada para el 16 de diciembre.

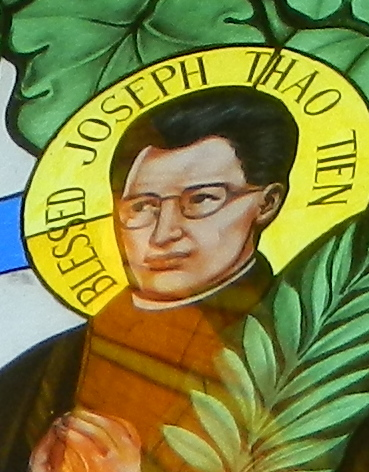
Beato laosiano José Thao Tien

Asistieron también a la ceremonia el Cardenal vietnamita Pierre Nguyen Van Nhon, el cardenal tailandés Francis Xavier Kriengsak Kovithavanij, el Nuncio apostólico de Bangkok Tailandia, además de varios obispos, sacerdotes, religiosos y otros países vecinos. Otros los asistentes a la ceremonia, fueron el representante de la orden europea de las Misiones Extranjeras de París (MEP) y el representante también europeo de los Misioneros Oblatos de María Inmaculada (OMI). Más de 2,000 mil fieles locales, llenaron la iglesia y el atrio exterior a la misma, en la que se instalaron pantallas de televisión, montadas para la ocasión. Asistieron también a la celebración, representantes de las autoridades civiles las cuales mencionaron que los mártires “son héroes y su historia, y hay que contarla a las generaciones más jóvenes.” El Obispo Louis-Marie Ling Mangkhanekhoun, Vicario Apostólico de Pakse, ha descrito la celebración como “un momento de plena comunión con la Santa Sede y con la Iglesia universal”.
Los mártires fueron autorizados para su beatificación en 2015, por la Santa Sede en dos diferentes causas de beatificación promovida por el Dicasterio de las causas de los santos. La primera incluyó a dos beatos: el misionero italiano Mario Borzaga y del laosiano Paolo Thoj Xyooj y la segunda es la del sacerdote laosiano Joseph Thao Tien y 14 compañeros misioneros.

## Los mártires
Los mártires fueron 10 franceses, 1 italiano, 6 laosianos. Cinco misioneros eran de la congregación de las Misiones Extranjeras de París, los cuales fueron los primeros misioneros católicos en esas tierras desde 1885; seis misioneros eran de la orden de los hermanos Oblatos, y entre ellos está el italiano Mario Borzaga, joven misionero desaparecido en 1960 a los 27 años de edad, junto al catequista local Paolo Thoj Xyooj, así mismo 6 eran laosianos mismos que también fueron proclamados beatos y entre ellos estaba el sacerdote Joseph Thao Tien, el primer sacerdote laosiano, asesinado en 1954.
El Santo Padre Francisco comentó el 11 de diciembre: “Que su heroica fidelidad a Cristo sea aliento y ejemplo para los misioneros y especialmente para los catequistas, que en tierras de misión desempeñan una valiosa e insustituible labor apostólica, por la cual toda la Iglesia les está agradecida”.

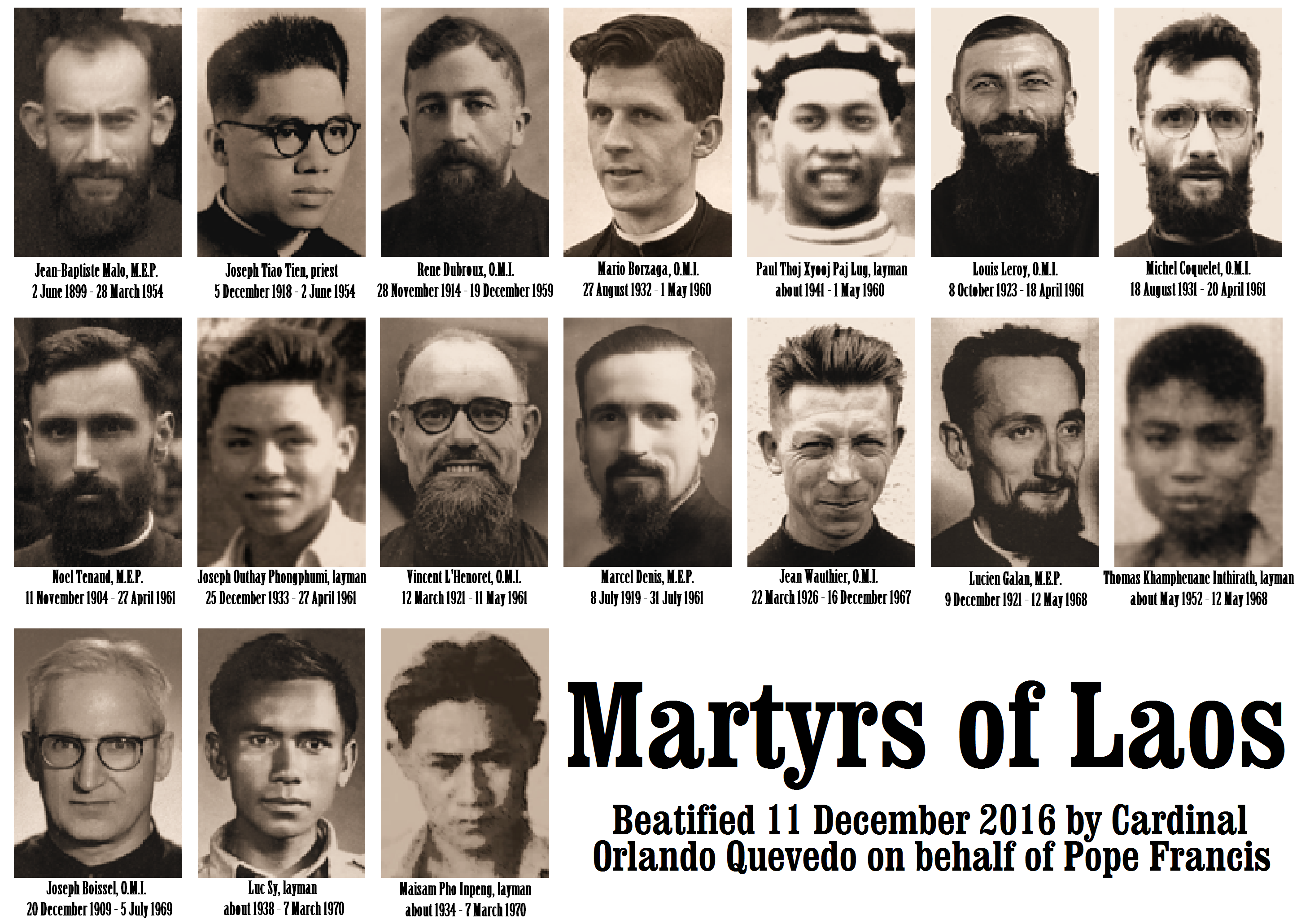
Mártires de Laos

Los nombres y datos de los beatos son:

### Extranjeros
1. Juan Bautista Maló, MEP (1899-1954), misionero francés, que estuvo en China antes de Laos. En 1954, Malo fue detenido con otros cuatro compañeros, mismos que fueron trasladados al campo de prisioneros, pero no llegó allá, ya que murió antes de llegar, producto y exhausto por la tortura en Ha Tinh, un valle del centro de Vietnam.
2. René Dubroux, MEP (1914-1959), francés de Haroué. Fue enfermero a inicios de la Segunda Guerra Mundial. Hecho prisionero de guerra y posteriormente liberado. Enviado a Indochina en 1946 como capellán de guerra. En 1953, le asignaron la comunidad de Namdik. En 1957 estuvo en Paksé. El 19 de diciembre de 1969 fue ejecutado con dos disparos a quemarropa por los rebeldes, in odium fidei, en Palay.
3. Noel Tenaudm, MEP (1904-1961), de Vendeé Francia fue asesinado con su catequista tailandesa Joseph Outhay en Savannkhet en 1961.
4. Marcelo Denis, MEP (1919-1961), francés, apresado y asesinado en Khammouan.
5. Luciano Galan, MEP (1921-1968), francés, había estado en China. Estuvo en Boloven. Por el peligro de su pupilo laosiano Tomás, de 16 años, decidió acompañarlo, mismos que fueron asesinados en su camino de regreso por comunistas escondidos en Paksong.
6. Mario Borzaga, OMI (1932-1960), de Trento Italia, donde creció en un ambiente cristiano. En 1952 inició su noviciado en Molise. Se preparó en el colegio Oblato de San Giorgio Canavese, cerca de Turín, ordenado presbítero en 1957 y enviado a Kengsadok Laos ese mismo año, donde aprendió el idioma laosiano. El 25 de abril de 1960 salió a catequizar a pueblos del valle de Mekong con su joven catequista Xyooj. El 1 de mayo fueron detectados, atrapados y atados con las manos en la espalda por una patrulla comunista. El joven catequista gritó: “No lo maten, es un buen presbítero, muy amable con todos. Sólo hace cosas buenas”. No importó el comentario y decidieron asesinaros fuera del pueblo, en silencio y sin testigos. Uno de los soldados declaró: “Forzamos a los dos a excavar un hoyo. Yo fui quien disparó. Sin más demora, los cubrimos con tierra”.
7. Luis Leroy OMI (1923-1961), en Normandía, Francia, huérfano desde los 10 años. Ingresó al noviciado de los hermanos oblatos a los 22 años en Pontmain y luego en La Brosse-Montceaux y luego en Solignac para ordenarse en teología y filosofía el 4 de julio de 1954. Fue enviado a Xieng Khouang Laos. Evangelizó, y bautizó, en algunas aldeas mientras aprendía el idioma entre caminos y condiciones y climáticas extremas. El 18 de abril guerrilleros irrumpieron su capilla, lo arrestaron y lo llevaron descalzo y cabeza cubierta a algunos kilómetros de distancia donde fue golpeado y su cara quemada hasta quedar desfigurado. Algunos le decían que escapara, pero insistió en quedarse a confortar a su gente y cumplir con su fe y las órdenes de sus superiores, diciendo: “Estoy preparado para morir por el Señor.” Fue ejecutado ante un testigo oculto".[4]

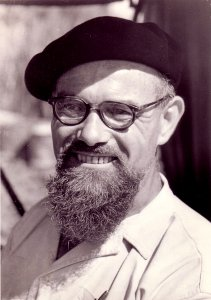
Vicente LHénoret

8. Vicente LHénoretVicente L´Hénoret OMI (1921-1961), de Pont l’Abbé, Francia. Fue al colegio San Gabriel y luego ingresó a los oblatos de Pontmain (Mayenne, Francia) y después en La Brosse-Montceaux donde fue ordenado sacerdote el 7 de julio de 1946. Fue enviado a Paksane Laos donde aprendió el idioma y las costumbres. Pasó a Nong Buoa y después a Ban Ban. Su trabajo era restaurar personas y familias de refugiados diezmados por la guerrilla. El 11 de mayo fue detenido en su bicicleta por 3 guerrilleros. Presentó el salvoconducto y lo dejaron ir, sólo para dispararle por la espalda unos metros después, ante una mirada furtiva de una testigo, que dijo: “Yo creo que fue asesinado por odio a la religión y especialmente a la religión católica.” La capilla fue demolida y la catequización prohibida.
9. Miguel Coquelet OMI (1931-1961), de Wingnehies Francia. Estudió en el colegio católico San Gregorio de Pithiviers y luego en el seminario de San Miguel de Solesmes. Ingresó a los oblatos en La Brosse-Montceaux en 1948 y en Solignac. Fue ordenado sacerdote el 19 de febrero de 1956. El 1 de abril de 1957 llegó a Vientián Laos. Estudió el idioma, dio clases en el seminario, y fue enviado a Xieng Khuouang, después a Nom Pen y Ban Houay Nheng. Cuando iba en bicicleta a atender a un enfermo fue detenido por los guerrilleros, mismos que le pidieron que excavara su tumba, a lo que se negó, diciendo que, por Cristo y los laosianos moriría de pie. Fue ejecutado sin misericordia ni juicio, a los 29 años.
10. Juan Wauthier OMI (1926-1967), de Fourmies Francia. Ingresó al seminario de Agen y luego admitido con los oblatos de Pontmain en 1944. Fue ordenado sacerdote el 17 de febrero de 1952, e inmediatamente enviado a Vietiane Laos. En 1961, la aldea de los Kmhmu fue desplazada por la guerrilla. Pasó luego al seminario de Paksane. Regresó con los Kmhmu donde les sirvió, enseñó distribuyó ayuda humanitaria y defendió. Ante un ataque guerrillero, protegió a los niños, escondiéndolos, pero fue herido. Preguntó: “¿por qué me dispara? Le contestaron “¡Cállate!” y sonó otro disparo ejecutándolo, el 16 de diciembre de 1967 cerca de Ban Na. Un catequista escribió a sus padres: “El P. Jean murió porque nos amaba y no quiso abandonarnos.”
11. José Boissel OMI (1909-1969), de La Tiolais Francia. Ingresó con los oblatos en Jersey y luego en la isla de Berder en Morbihan. Ordenado sacerdote el 28 de mayo de 1938 y ese año fue enviado a Xieng Khouang Laos y luego con los Hmong. Su estancia era en condiciones precarias y en 1958 fue enviado a Paksane. En 1963 fue trasladado a Ban Na. A sabiendas de su arriesgado ministerio, atendía a sus enfermos y comunidades. En una visita, el 5 de julio de 1969, fue atacado junto con dos hermanas religiosas por los guerrilleros, y fue herido en la cabeza y en la boca, muriendo en el lugar. Su cuerpo fue quemado con una granada.

### Laosianos
1. Joseph Thao Tien (1918-1954), sacerdote laosiano ordenado en 1949, que ante la amenaza de los comunistas decidió quedarse en su tierra, protegiendo y animando a los fieles cristianos, restringidos y amenazados por los guerrilleros comunistas. “Permanezco con mi pueblo. Estoy preparado para dar mi vida por mis hermanos y hermanas laosianos”. Decidió asistir al campo de prisioneros en Talang, a atender a su gente, pero sus fieles le suplicaban que no lo hiciera, porque lo iban a matar. Él les dijo:   “No estén tristes. Regresaré: Aseguren que sus aldeas continúen progresando”. Un año después, el 2 de junio de 1954 en Muang Xoi (Sam Neua), Joseph Thao Tien fue condenado a muerte y fusilado.
2. Paolo Thoj Xyooj (1941-1960), laico de la etnia Hmong, bautizado a los 16 años, el 8 de diciembre de 1957 en el Seminario de Paksane, recibió el nombre de Khamsè. Los testimonios describen Paul Xyooj como un catequista eficaz y servicial que estaba causando muchas conversiones. El lunes 25 de abril de 1960, el padre Mario Borzaga tomó a Paul Xyooj como compañero para un viaje de misión; nunca regresaron. De hecho, Xyooj enfrentó el sacrificio de su vida tratando de salvar a su compañero misionero. Un testigo informó que el joven de 19 años dijo: “Yo no me voy, me quedo con él; Si lo matas, puedes matarme a mí también. Allí donde el muera, moriré yo también, y donde viva, ahí viviré”.
3. José Outhay Phongphumi (1933-1961), catequista tailandesa, asesinada en Savannkhet en 1961, junto con el padre Noel Teneudm.
4. Tomás Khampheunem Inthirath (1952-1968), laico laosiano de 16 años fue acompañado y custodiado por el sacerdote Lucien Galan por los peligros que ocurrían en la zona. De regreso los enemigos esperaban escondidos en Paksong, donde fueron ejecutados.
5. Maisam Pho Inpeng (1934-1970), catequista, enfermero que fue ejecutado durante su viaje de regreso a su aldea. Una descarga de balas puso fin a su empuje misionero en Den Din, Provincia de Vientián.
6. Lucas Sy (1938-1970), laico laosiano, padre de tres niños, catequista enviado por su Obispo a evangelizar las áreas de Vang Vieng. En marzo catequizando en una aldea fue sacrificado con un compañero y también padre de familia.[5]

## Nuevo clima de tolerancia religiosa en Laos
El gobierno comunista de Laos, actualmente demuestra tolerar y aceptar las prácticas religiosas. El Arzobispo Paul Tschang In-Nam, nuncio apostólico en Bangkok y delegado apostólico en Myanmar y Laos, al final de la Misa de beatificación, ha expresado su agradecimiento, manifestando la esperanza de que en un futuro próximo Laos pueda estrechar relaciones diplomáticas con la Santa Sede.
La comunidad católica en Laos cuenta con el 1 % de la población de católicos en una población de más de 6 millones de habitantes (unos 60 mil fieles), repartidos en cuatro vicariatos apostólicos y acompañados en el servicio pastoral por unos veinte sacerdotes. El Monseñor católico dijo que los católicos en Laos: “pretenden vivir en armonía y esperan poder reforzar la proficua cooperación con las autoridades civiles, por el bien de la iglesia y del pueblo de Laos”.